# Coupe UEFA 2008-2009
Navigation
Édition précédente Édition suivante
La Coupe UEFA 2008-2009 (UEFA Cup) est la 38e édition de la compétition européenne inter-clubs qui met aux prises clubs qualifiés en fonction de leurs bons résultats en championnat ou coupe nationale. Organisée par l'UEFA, les éliminatoires de la compétition sont ouverts à 157 clubs de football des associations membres.
C'est le stade Şükrü Saraçoğlu d'Istanbul qui fut choisi pour accueillir la finale le 20 mai 2009. Cette édition a vu la victoire du Chakhtar Donetsk face au club allemand du Werder Brême, sur le score de deux buts à un après les prolongations. C'est la première fois qu'un club ukrainien remporte cette compétition.

## Déroulement
La compétition a conservé le système utilisé depuis la saison 2004-05, avec deux tours de qualifications, un tour avec 80 équipes, une phase de groupes avec 8 groupes de 5, puis la phase finale après la trêve hivernale. C'est la dernière fois que ce système est utilisé, avant la réduction du nombre de participants et la création de 12 groupes de 4 (voir Ligue Europa 2009-2010).

## Calendrier de la compétition
Note : les rencontres sont systématiquement jouées le jeudi. Lorsqu'elles ne rentrent pas en concurrence avec la Ligue des champions, une moitié est jouée le mercredi.
| Tour                   | Nom                                              | Tirage au sort            | Date(s)                        |
| Tours de qualification |                                                  |                           |                                |
| 1                      | Premier tour de qualification                    | mardi 1er juillet 2008    | 17 juillet, 31 juillet 2008    |
| 2                      | Second tour de qualification                     | vendredi 1er août 2008    | 14 août, 28 août 2008          |
| Premier tour           |                                                  |                           |                                |
| 1                      | Premier tour                                     | vendredi 29 août 2008     | 18 septembre, 2 octobre 2008   |
| Phase de groupes       |                                                  |                           |                                |
| 1                      | Journée 1                                        | mardi 7 octobre 2008      | 23 octobre 2008                |
| 2                      | Journée 2                                        | mardi 7 octobre 2008      | 6 novembre 2008                |
| 3                      | Journée 3                                        | mardi 7 octobre 2008      | 27 novembre 2008               |
| 4                      | Journée 4                                        | mardi 7 octobre 2008      | 3-4 décembre 2008              |
| 5                      | Journée 5                                        | mardi 7 octobre 2008      | 17-18 décembre 2008            |
| Phase finale           |                                                  |                           |                                |
| 1                      | Seizièmes de finale                              | vendredi 19 décembre 2008 | 18-19 février, 26 février 2009 |
| 2                      | Huitièmes de finale                              | vendredi 19 décembre 2008 | 12, 18-19 mars 2009            |
| 3                      | Quarts de finale                                 | vendredi 20 mars 2009     | 9 avril, 16 avril 2009         |
| 4                      | Demi-finale                                      | vendredi 20 mars 2009     | 30 avril, 7 mai 2009           |
| 5                      | Finale Stade Şükrü Saraçoğlu, Istanbul (Turquie) | vendredi 20 mars 2009     | mercredi 20 mai 2009           |

## Tours de qualification
Les équipes marquées d'un astérisque étaient têtes de série lors du tirage au sort.

### Premier tour préliminaire
Le tirage au sort a eu lieu le 1er juillet. Les matches aller ont lieu le 17 juillet, les matches retour les 29 et 31 juillet 2008.
Les trente-sept équipes gagnantes sont qualifiées pour le second tour préliminaire.
| Club                | Aller | Total  | Retour | Club                 |
| ------------------- | ----- | ------ | ------ | -------------------- |
| Sud                 |       |        |        |                      |
| Tcherno More Varna* | 4 - 0 | 9 - 0  | 5 - 0  | UE Sant Julià        |
| Pelister Bitola     | 0 - 0 | 0 - 1  | 0 - 1  | APOEL Nicosie*       |
| FC Vaduz            | 1 - 2 | 1 - 5  | 0 - 3  | HSK Zrinjski Mostar* |
| NK Široki Brijeg*   | 0 - 0 | 3 - 1  | 3 - 1  | Partizan Tirana      |
| Kiryat Shmona*      | 1 - 1 | 4 - 1  | 3 - 0  | Mogren Budva         |
| Koper*              | 1 - 2 | 1 - 2  | 0 - 0  | Vllaznia Shkodër     |
| Zeta Golubovci      | 1 - 1 | 1 - 2  | 0 - 1  | Factor Ljubljana*    |
| Hapoël Tel-Aviv*    | 3 - 0 | 5 - 0  | 2 - 0  | Juvenes/Dogana       |
| Hajduk Split*       | 4 - 0 | 7 - 0  | 3 - 0  | Birkirkara           |
| Omonia Nicosie*     | 2 - 0 | 4 - 1  | 2 - 1  | Milano Kumanovo      |
| Marsaxlokk          | 0 - 4 | 0 - 8  | 0 - 4  | Slaven Belupo*       |
| Centre-Est          |       |        |        |                      |
| Red Bull Salzbourg* | 7 - 0 | 10 - 0 | 3 - 0  | Banants Erevan       |
| Győr*               | 1 - 1 | 3 - 2  | 2 - 1  | Zestafoni            |
| Ararat Erevan       | 0 - 1 | 0 - 4  | 0 - 3  | Bellinzone*          |
| Dacia Chişinău      | 1 - 1 | 2 - 4  | 1 - 3  | Čačak*               |
| Tobol Koustanaï     | 1 - 0 | 1 - 2  | 0 - 2  | Austria Vienne*      |
| Hertha Berlin*      | 8 - 1 | 8 - 1  | 0 - 0  | Nistru Otaci         |
| Xəzər Lənkəran      | 0 - 1 | 1 - 5  | 1 - 4  | Lech Poznań*         |
| Legia Varsovie*     | 0 - 0 | 4 - 1  | 4 - 1  | Gomel                |
| Spartak Trnava*     | 2 - 2 | 2 - 3  | 0 - 1  | WIT Georgia Tbilissi |
| MTZ-RIPO Minsk      | 2 - 2 | 2 - 3  | 0 - 1  | MŠK Žilina*          |
| Shakhtyor Karagandy | 1 - 1 | 1 - 2  | 0 - 1  | Debrecen VSC*        |
| Novi Sad*           | 1 - 0 | 2 - 1  | 1 - 1  | Olimpik Bakou        |
| Nord                |       |        |        |                      |
| Hafnarfjörður*      | 3 - 2 | 8 - 3  | 5 - 1  | Grevenmacher         |
| Vetra Vilnius       | 1 - 0 | 1 - 2  | 0 - 2  | Viking Stavanger*    |
| RFCU Luxembourg     | 0 - 3 | 1 - 10 | 1 - 7  | Kalamr*              |
| FC Honka*           | 3 - 0 | 4 - 2  | 1 - 2  | ÍA Akranes           |
| Glentoran           | 1 - 1 | 1 - 3  | 0 - 2  | Metalurgs Liepaja*   |
| Brøndby*            | 1 - 0 | 3 - 0  | 2 - 0  | B36 Tórshavn         |
| TVMK Tallinn        | 0 - 3 | 0 - 8  | 0 - 5  | Nordsjælland*        |
| EB/Streymur         | 0 - 2 | 0 - 4  | 0 - 2  | Manchester City*     |
| Olimps Riga*        | 0 - 1 | 0 - 3  | 0 - 2  | St. Patrick's        |
| Djurgårdens*        | 0 - 0 | E2 - 2 | 2 - 2  | Flora Tallinn        |
| Sūduva Marijampolė* | 1 - 0 | 2 - 0  | 1 - 0  | The New Saints       |
| Cliftonville        | 0 - 4 | 0 - 11 | 0 - 7  | FC Copenhague*       |
| Cork City           | 2 - 2 | 2 - 6  | 0 - 4  | Haka Valkeakoski*    |
| Bangor City         | 1 - 6 | 1 - 10 | 0 - 4  | Midtjylland*         |

### Deuxième tour préliminaire
Le tirage au sort a eu lieu le 1er août. Les matches aller ont lieu le 14 août, les matches retour les 26 et 28 août 2008.
Les trente-deux équipes gagnantes sont qualifiées pour le 1er tour.
| Club                   | Aller  | Total          | Retour  | Club                       |
| ---------------------- | ------ | -------------- | ------- | -------------------------- |
| Sud                    |        |                |         |                            |
| NK Široki Brijeg       | 1 - 2  | 1 - 6          | 0 - 4   | Beşiktaş*                  |
| Sporting Braga*        | 1 - 0  | 3 - 0          | 2 - 0   | HSK Zrinjski Mostar        |
| Čačak                  | 1 - 0  | 2 - 1          | 1 - 1   | Lokomotiv Sofia*           |
| Novi Sad               | 0 - 0  | 0 - 3          | 0 - 3   | Hapoël Tel-Aviv*           |
| Aris FC*               | 1 - 0  | 1 - 2          | 0 - 2   | Slaven Belupo              |
| Litex Lovech*          | 0 - 0  | 2 - 1          | 2 - 1   | Hapoël Ironi Kiryat Shmona |
| Deportivo La Corogne*  | 0 - 0  | 2 - 0          | 2 - 0   | Hajduk Split               |
| APOEL Nicosie          | 2 - 2  | E5 - 5         | ap3 - 3 | Étoile rouge de Belgrade*  |
| Vllaznia Shkodër       | 0 - 3  | 0 - 8          | 0 - 5   | Naples*                    |
| Maccabi Netanya        | 1 - 1  | 1 - 3          | 0 - 2   | Tcherno More Varna*        |
| AEK Athènes*           | 0 - 1  | 2 - 3          | 2 - 2   | Omonia Nicosie             |
| Centre-Est             |        |                |         |                            |
| Metalurgs Liepaja      | 0 - 2  | 1 - 5          | 1 - 3   | Vaslui*                    |
| FC Zurich*             | 1 - 1  | 2 - 2 tab4 - 2 | 1 - 1   | Sturm Graz                 |
| VfB Stuttgart*         | 2 - 1  | 6 - 2          | 4 - 1   | Győr                       |
| Lech Poznań            | 6 - 0  | 6 - 0          | 0 - 0   | Grasshopper Zurich*        |
| Slovan Liberec*        | 1 - 2  | 2 - 4          | 1 - 2   | MŠK Žilina                 |
| WIT Georgia Tbilissi   | annulé | 0 - 2          | 0 - 2   | Austria Vienne*            |
| Young Boys Berne       | 4 - 1  | 7 - 3          | 3 - 2   | Debrecen*                  |
| Legia Varsovie         | 1 - 2  | 1 - 4          | 0 - 2   | FK Moscou*                 |
| Dnipro Dnipropetrovsk* | 3 - 2  | 4 - 4E         | 1 - 2   | Bellinzone                 |
| Factor Ljubljana       | 0 - 2  | 0 - 3          | 0 - 1   | Hertha Berlin*             |
| Sūduva Marijampolė     | 1 - 4  | 2 - 4          | 1 - 0   | Red Bull Salzbourg*        |
| Nord                   |        |                |         |                            |
| Djurgårdens            | 2 - 1  | 2 - 6          | 0 - 5   | Rosenborg*                 |
| Queen of the South*    | 1 - 2  | 2 - 4          | 1 - 2   | Nordsjælland               |
| La Gantoise*           | 2 - 1  | 2 - 5          | 0 - 4   | Kalmar                     |
| Manchester City*       | 0 - 1  | 1 - 1 tab4 - 2 | 1 - 0   | Midtjylland                |
| FC Honka               | 0 - 0  | 2 - 1          | 2 - 1   | Viking Stavanger*          |
| Haka Valkeakoski       | 0 - 4  | 0 - 6          | 0 - 2   | Brøndby*                   |
| Stabæk                 | 2 - 1  | 2 - 3          | 0 - 2   | Stade rennais*             |
| FC Copenhague*         | 3 - 1  | 7 - 3          | 4 - 2   | Lillestrøm                 |
| IF Elfsborg*           | 2 - 2  | 3 - 4          | 1 - 2   | St. Patrick's              |
| Hafnarfjörður          | 1 - 4  | 2 - 5          | 1 - 1   | Aston Villa*               |

### Premier tour
Le tirage au sort s'est déroulé le 29 août. Les matches aller ont lieu les 16 et 18 septembre et les matches retour les 30 septembre et 2 octobre.
Les 40 équipes gagnantes se qualifient pour la phase de groupe.
| Club                 | Aller | Total          | Retour  | Club                  |
| -------------------- | ----- | -------------- | ------- | --------------------- |
| Hertha Berlin*       | 2 - 0 | 2 - 0          | 0 - 0   | St. Patrick's         |
| Slaven Belupo        | 1 - 2 | 1 - 3          | 0 - 1   | CSKA Moscou*          |
| Tottenham*           | 2 - 1 | 3 - 2          | 1 - 1   | Wisła Cracovie        |
| VfL Wolfsbourg       | 1 - 0 | 2 - 1          | 1 - 1   | Rapid Bucarest*       |
| Sampdoria*           | 5 - 0 | 7 - 1          | 2 - 1   | FBK Kaunas            |
| Baník Ostrava        | 0 - 1 | 1 - 2          | 1 - 1   | Spartak Moscou*       |
| Hambourg SV*         | 0 - 0 | 2 - 0          | 2 - 0   | Unirea Urziceni       |
| APOEL Nicosie        | 1 - 4 | 2 - 5          | 1 - 1   | Schalke 04*           |
| Austria Vienne*      | 2 - 1 | 4 - 5          | 2 - 4ap | Lech Poznań           |
| Tcherno More Varna   | 1 - 2 | 3 - 4          | 2 - 2   | VfB Stuttgart*        |
| Racing Santander*    | 1 - 0 | 2 - 0          | 1 - 0   | FC Honka              |
| MŠK Žilina           | 1 - 1 | 2 - 1          | 1 - 0   | Levski Sofia*         |
| Feyenoord Rotterdam* | 0 - 1 | E2 - 2         | 2 - 1   | Kalmar FF             |
| Brøndby              | 1 - 2 | 3 - 5          | 2 - 3   | Rosenborg*            |
| Hapoël Tel-Aviv*     | 1 - 2 | 2 - 4          | 1 - 2   | AS Saint-Étienne      |
| Beşiktaş*            | 1 - 0 | 2 - 4          | 1 - 4   | Metalist Kharkiv      |
| Timişoara            | 1 - 2 | 1 - 3          | 0 - 1   | Partizan Belgrade*    |
| Bellinzone           | 3 - 4 | 4 - 6          | 1 - 2   | Galatasaray*          |
| NEC Nimègue          | 1 - 0 | 1 - 0          | 0 - 0   | Dinamo Bucarest*      |
| Slavia Prague*       | 0 - 0 | E1 - 1         | 1 - 1   | Vaslui                |
| Everton*             | 2 - 2 | 3 - 4          | 1 - 2   | Standard de Liège     |
| Stade rennais*       | 2 - 1 | 2 - 2E         | 0 - 1   | FC Twente             |
| Vitória Setubal      | 1 - 1 | 2 - 5          | 1 - 4   | SC Heerenveen*        |
| Sporting Braga*      | 4 - 0 | 6 - 0          | 2 - 0   | Artmedia Petržalka    |
| Dinamo Zagreb        | 0 - 0 | E3 - 3         | 3 - 3   | Sparta Prague*        |
| Milan AC*            | 3 - 1 | 4 - 1          | 1 - 0   | FC Zurich             |
| FC Séville*          | 2 - 0 | 4 - 0          | 2 - 0   | Red Bull Salzbourg    |
| Čačak                | 1 - 4 | 1 - 6          | 0 - 2   | Ajax Amsterdam*       |
| FK Moscou            | 1 - 2 | 2 - 3          | 1 - 1   | FC Copenhague*        |
| Borussia Dortmund    | 0 - 2 | 2 - 2 3 - 4tab | 2 - 0   | Udinese*              |
| Nordsjælland         | 0 - 2 | 0 - 7          | 0 - 5   | Olympiakos*           |
| Omonia Nicosie       | 1 - 2 | 2 - 4          | 1 - 2   | Manchester City*      |
| Young Boys Berne     | 2 - 2 | 2 - 4          | 0 - 2   | Club Bruges*          |
| AS Nancy-Lorraine*   | 1 - 0 | 3 - 0          | 2 - 0   | Motherwell            |
| Kayserispor          | 1 - 2 | 1 - 2          | 0 - 0   | Paris Saint-Germain*  |
| Litex Lovech         | 1 - 3 | 2 - 4          | 1 - 1   | Aston Villa*          |
| Brann Bergen         | 2 - 0 | 2 - 2 2 - 3tab | 0 - 2   | Deportivo La Corogne* |
| Naples               | 3 - 2 | 3 - 4          | 0 - 2   | Benfica Lisbonne*     |
| CS Marítimo          | 0 - 1 | 1 - 3          | 1 - 2   | Valence*              |
| Portsmouth*          | 2 - 0 | 4 - 2          | ap2 - 2 | Vitoria Guimarães     |

## Phase de groupes
Les 40 vainqueurs du tour précédent sont répartis en huit groupes de cinq équipes (voir ci-dessous). Chaque équipe joue une fois (à domicile ou à l'extérieur) contre les quatre autres équipes du groupe.

### Équipes qualifiées pour la phase de poules
Les équipes suivantes participent à la phase de groupes :
| Groupe | Pot 1            | Pot 2                | Pot 3               | Pot 4             | Pot 5             |
| ------ | ---------------- | -------------------- | ------------------- | ----------------- | ----------------- |
| A      | Schalke 04       | Paris SG             | Manchester City     | Racing Santander  | FC Twente         |
| B      | Benfica Lisbonne | Olympiakos           | Galatasaray         | Hertha Berlin     | Metalist Kharkiv  |
| C      | FC Séville       | VfB Stuttgart        | Sampdoria           | Partizan Belgrade | Standard de Liège |
| D      | Tottenham        | Spartak Moscou       | Udinese             | Dinamo Zagreb     | NEC Nimègue       |
| E      | Milan AC         | SC Heerenveen        | Sporting Braga      | Portsmouth        | VfL Wolfsbourg    |
| F      | Hambourg SV      | Ajax Amsterdam       | Slavia Prague       | Aston Villa       | MŠK Žilina        |
| G      | Valence          | Club Bruges          | Rosenborg           | FC Copenhague     | AS Saint-Étienne  |
| H      | CSKA Moscou      | Deportivo La Corogne | Feyenoord Rotterdam | AS Nancy-Lorraine | Lech Poznań       |

### Critères de départage
Selon le paragraphe 4.05 du règlement UEFA de la saison 2007-2008, si deux équipes ou plus sont à égalité de points à la fin des matchs de groupe, les critères suivants s'appliquent pour déterminer le classement :
1. différence de buts supérieure durant tous les matchs de groupe ;
2. plus grand nombre de buts inscrits durant tous les matchs de groupe ;
3. plus grand nombre de buts inscrits à l'extérieur durant les matchs de groupe ;
4. plus grand nombre de victoires durant les matchs de groupe ;
5. plus grand nombre de victoires à l'extérieur durant les matchs de groupe ;
6. plus grand coefficient UEFA du club et de sa fédération, sur les cinq dernières saisons.

### Résultats
Légende
- Qualifiés en seizièmes de finale

Légende des résultats
- Victoire à domicile
- Match nul
- Victoire à l'extérieur

#### Groupe A
| Rang | Équipe           | Pts | J | G | N | P | Bp | Bc | Diff |  | Résultats (▼ dom., ► ext.) |     |     |     |     |     |
| ---- | ---------------- | --- | - | - | - | - | -- | -- | ---- |  | -------------------------- | --- | --- | --- | --- | --- |
| 1    | Manchester City  | 7   | 4 | 2 | 1 | 1 | 6  | 5  | +1   |  | Manchester City            |     | 3-2 | 0-0 |     |     |
| 2    | FC Twente        | 6   | 4 | 2 | 0 | 2 | 6  | 8  | -2   |  | FC Twente                  |     |     |     | 1-0 | 3-1 |
| 3    | Paris SG         | 5   | 4 | 1 | 2 | 1 | 7  | 5  | +2   |  | Paris SG                   |     | 4-0 |     | 2-2 |     |
| 4    | Racing Santander | 5   | 4 | 1 | 2 | 1 | 6  | 5  | +1   |  | Racing Santander           | 3-1 |     |     |     | 1-1 |
| 5    | Schalke 04       | 4   | 4 | 1 | 1 | 2 | 5  | 7  | -2   |  | Schalke 04                 | 0-2 |     | 3-1 |     |     |

#### Groupe B
| Rang | Équipe           | Pts | J | G | N | P | Bp | Bc | Diff |  | Résultats (▼ dom., ► ext.) |     |     |     |     |     |
| ---- | ---------------- | --- | - | - | - | - | -- | -- | ---- |  | -------------------------- | --- | --- | --- | --- | --- |
| 1    | Metalist Kharkiv | 10  | 4 | 3 | 1 | 0 | 3  | 0  | +3   |  | Metalist Kharkiv           |     |     | 1-0 | 0-0 |     |
| 2    | Galatasaray      | 9   | 4 | 3 | 0 | 1 | 4  | 1  | +3   |  | Galatasaray                | 0-1 |     | 1-0 |     |     |
| 3    | Olympiakos       | 6   | 4 | 2 | 0 | 2 | 9  | 3  | +6   |  | Olympiakos                 |     |     |     | 4-0 | 5-1 |
| 4    | Hertha Berlin    | 2   | 4 | 0 | 2 | 2 | 1  | 6  | -5   |  | Hertha Berlin              |     | 0-1 |     |     | 1-1 |
| 5    | Benfica Lisbonne | 1   | 4 | 0 | 1 | 3 | 2  | 9  | -7   |  | Benfica Lisbonne           | 0-1 | 0-2 |     |     |     |

#### Groupe C
| Rang | Équipe            | Pts | J | G | N | P | Bp | Bc | Diff |  | Résultats (▼ dom., ► ext.) |     |     |     |     |     |
| ---- | ----------------- | --- | - | - | - | - | -- | -- | ---- |  | -------------------------- | --- | --- | --- | --- | --- |
| 1    | Standard de Liège | 9   | 4 | 3 | 0 | 1 | 5  | 3  | +2   |  | Standard de Liège          |     |     | 3-0 | 1-0 |     |
| 2    | VfB Stuttgart     | 7   | 4 | 2 | 1 | 1 | 6  | 3  | +3   |  | VfB Stuttgart              | 3-0 |     |     |     | 2-0 |
| 3    | Sampdoria         | 7   | 4 | 2 | 1 | 1 | 4  | 5  | -1   |  | Sampdoria                  |     | 1-1 |     | 1-0 |     |
| 4    | FC Séville        | 6   | 4 | 2 | 0 | 2 | 5  | 2  | +3   |  | FC Séville                 |     | 2-0 |     |     | 3-0 |
| 5    | Partizan Belgrade | 0   | 4 | 0 | 0 | 4 | 1  | 8  | -7   |  | Partizan Belgrade          | 0-1 |     | 1-2 |     |     |

#### Groupe D
| Rang | Équipe         | Pts | J | G | N | P | Bp | Bc | Diff |  | Résultats (▼ dom., ► ext.) |     |     |     |     |     |
| ---- | -------------- | --- | - | - | - | - | -- | -- | ---- |  | -------------------------- | --- | --- | --- | --- | --- |
| 1    | Udinese        | 9   | 4 | 3 | 0 | 1 | 6  | 4  | +2   |  | Udinese                    |     | 2-0 |     |     | 2-1 |
| 2    | Tottenham      | 7   | 4 | 2 | 1 | 1 | 7  | 4  | +3   |  | Tottenham                  |     |     |     | 2-2 | 4-0 |
| 3    | NEC Nimègue    | 6   | 4 | 2 | 0 | 2 | 6  | 5  | +1   |  | NEC Nimègue                | 2-0 | 0-1 |     |     |     |
| 4    | Spartak Moscou | 4   | 4 | 1 | 1 | 2 | 5  | 6  | -1   |  | Spartak Moscou             | 1-2 |     | 1-2 |     |     |
| 5    | Dinamo Zagreb  | 3   | 4 | 1 | 0 | 3 | 4  | 9  | -5   |  | Dinamo Zagreb              |     |     | 3-2 | 0-1 |     |

#### Groupe E
| Rang | Équipe         | Pts | J | G | N | P | Bp | Bc | Diff |  | Résultats (▼ dom., ► ext.) |     |     |     |     |     |
| ---- | -------------- | --- | - | - | - | - | -- | -- | ---- |  | -------------------------- | --- | --- | --- | --- | --- |
| 1    | VfL Wolfsbourg | 10  | 4 | 3 | 1 | 0 | 13 | 7  | +6   |  | VfL Wolfsbourg             |     |     |     | 3-2 | 5-1 |
| 2    | Milan AC       | 8   | 4 | 2 | 2 | 0 | 8  | 5  | +3   |  | Milan AC                   | 2-2 |     | 1-0 |     |     |
| 3    | Sporting Braga | 6   | 4 | 2 | 0 | 2 | 7  | 5  | +2   |  | Sporting Braga             | 2-3 |     |     | 3-0 |     |
| 4    | Portsmouth     | 4   | 4 | 1 | 1 | 2 | 7  | 8  | -1   |  | Portsmouth                 |     | 2-2 |     |     | 3-0 |
| 5    | SC Heerenveen  | 0   | 4 | 0 | 0 | 4 | 3  | 13 | -10  |  | SC Heerenveen              |     | 1-3 | 1-2 |     |     |

#### Groupe F
| Rang | Équipe         | Pts | J | G | N | P | Bp | Bc | Diff |  | Résultats (▼ dom., ► ext.) |     |     |     |     |     |
| ---- | -------------- | --- | - | - | - | - | -- | -- | ---- |  | -------------------------- | --- | --- | --- | --- | --- |
| 1    | Hambourg SV    | 9   | 4 | 3 | 0 | 1 | 7  | 3  | +4   |  | Hambourg SV                |     | 0-1 | 3-1 |     |     |
| 2    | Ajax Amsterdam | 7   | 4 | 2 | 1 | 1 | 5  | 4  | +1   |  | Ajax Amsterdam             |     |     |     | 1-0 | 2-2 |
| 3    | Aston Villa    | 6   | 4 | 2 | 0 | 2 | 5  | 6  | -1   |  | Aston Villa                |     | 2-1 |     | 1-2 |     |
| 4    | MŠK Žilina     | 4   | 4 | 1 | 1 | 2 | 3  | 4  | -1   |  | MŠK Žilina                 | 1-2 |     |     |     | 0-0 |
| 5    | Slavia Prague  | 2   | 4 | 0 | 2 | 1 | 2  | 5  | -3   |  | Slavia Prague              | 0-2 |     | 0-1 |     |     |

#### Groupe G
| Rang | Équipe           | Pts | J | G | N | P | Bp | Bc | Diff |  | Résultats (▼ dom., ► ext.) |     |     |     |     |     |
| ---- | ---------------- | --- | - | - | - | - | -- | -- | ---- |  | -------------------------- | --- | --- | --- | --- | --- |
| 1    | AS Saint-Étienne | 8   | 4 | 2 | 2 | 0 | 9  | 4  | +5   |  | AS Saint-Étienne           |     | 2-2 |     |     | 3-0 |
| 2    | Valence          | 6   | 4 | 1 | 3 | 0 | 8  | 4  | +4   |  | Valence                    |     |     | 1-1 | 1-1 |     |
| 3    | FC Copenhague    | 5   | 4 | 1 | 2 | 1 | 4  | 5  | -1   |  | FC Copenhague              | 1-3 |     |     |     | 1-1 |
| 4    | Club Bruges      | 3   | 4 | 0 | 3 | 1 | 2  | 3  | -1   |  | Club Bruges                | 1-1 |     | 0-1 |     |     |
| 5    | Rosenborg        | 2   | 4 | 0 | 2 | 2 | 1  | 8  | -7   |  | Rosenborg                  |     | 0-4 |     | 0-0 |     |

#### Groupe H
| Rang | Équipe               | Pts | J | G | N | P | Bp | Bc | Diff |  | Résultats (▼ dom., ► ext.) |     |     |     |     |     |
| ---- | -------------------- | --- | - | - | - | - | -- | -- | ---- |  | -------------------------- | --- | --- | --- | --- | --- |
| 1    | CSKA Moscou          | 12  | 4 | 4 | 0 | 0 | 12 | 5  | +7   |  | CSKA Moscou                |     | 3-0 | 2-1 |     |     |
| 2    | Deportivo La Corogne | 7   | 4 | 2 | 1 | 1 | 5  | 4  | +1   |  | Deportivo La Corogne       |     |     |     | 1-0 | 3-0 |
| 3    | Lech Poznań          | 5   | 4 | 1 | 2 | 1 | 5  | 5  | 0    |  | Lech Poznań                |     | 1-1 |     | 2-2 |     |
| 4    | AS Nancy-Lorraine    | 4   | 4 | 1 | 1 | 2 | 8  | 7  | +1   |  | AS Nancy-Lorraine          | 3-4 |     |     |     | 3-0 |
| 5    | Feyenoord Rotterdam  | 0   | 4 | 0 | 0 | 4 | 1  | 10 | -9   |  | Feyenoord Rotterdam        | 1-3 |     | 0-1 |     |     |

## Phase finale à élimination directe
Équipes qualifiées :
| 1re de leur groupe en UEFA | 2e de leur groupe en UEFA | 3e de leur groupe en UEFA | Repêché de Ligue des champions |
| -------------------------- | ------------------------- | ------------------------- | ------------------------------ |
| Manchester City            | FC Twente                 | Paris SG                  | Girondins de Bordeaux          |
| Metalist Kharkiv           | Galatasaray               | Olympiakos                | Werder Brême                   |
| Standard de Liège          | VfB Stuttgart             | Sampdoria                 | Chakhtar Donetsk               |
| Udinese                    | Tottenham                 | NEC Nimègue               | Olympique de Marseille         |
| VfL Wolfsbourg             | Milan AC                  | Sporting Braga            | Ålborg                         |
| Hambourg SV                | Ajax Amsterdam            | Aston Villa               | Fiorentina                     |
| AS Saint-Étienne           | Valence                   | FC Copenhague             | Dynamo Kiev                    |
| CSKA Moscou                | Deportivo La Corogne      | Lech Poznań               | Zénith Saint-Pétersbourg       |

Le tirage au sort des seizièmes de finale a eu lieu le lendemain du tour précédent, le vendredi 19 décembre 2008 à Nyon, en Suisse.
Lorsqu'un premier club est tiré au sort, un ordinateur propose tous les adversaires potentiels, à savoir, les trente-et-un autres clubs hormis :
- les clubs de la même association
- si le premier club tiré est un vainqueur de groupe du tour précédent, il ne peut affronter qu'un troisième de groupe – et vice-versa
- si le premier club tiré est un deuxième de groupe du tour précédent, il ne peut affronter qu'un troisième de groupe repêché de la Ligue des champions 2008-2009 – et vice-versa.

Une fois le tirage au sort du second club effectué, le terrain du match retour est celui du vainqueur ou du deuxième de groupe.
Le tirage au sort des huitièmes de finale fut effectué le même jour, il n'y a en revanche aucune restriction.

### Seizièmes de finale
Les rencontres ont eu lieu les 18, 19 et 26 février 2009.
| Club                     | Aller | Total          | Retour | Club                 |
| ------------------------ | ----- | -------------- | ------ | -------------------- |
| Paris SG                 | 2 - 0 | 5 - 1          | 3 - 1  | VfL Wolfsbourg       |
| FC Copenhague            | 2 - 2 | 3 - 4          | 1 - 2  | Manchester City      |
| NEC Nimègue              | 0 - 3 | 0 - 4          | 0 - 1  | Hambourg SV          |
| Sampdoria                | 0 - 1 | 0 - 3          | 0 - 2  | Metalist Kharkiv     |
| Sporting Braga           | 3 - 0 | 4 - 1          | 1 - 1  | Standard de Liège    |
| Aston Villa              | 1 - 1 | 1 - 3          | 0 - 2  | CSKA Moscou          |
| Lech Poznań              | 2 - 2 | 3 - 4          | 1 - 2  | Udinese              |
| Olympiakos               | 1 - 3 | 2 - 5          | 1 - 2  | AS Saint-Étienne     |
| Fiorentina               | 0 - 1 | 1 - 2          | 1 - 1  | Ajax Amsterdam       |
| AaB Ålborg               | 3 - 0 | 6 - 1          | 3 - 1  | Deportivo La Corogne |
| Werder Brême             | 1 - 1 | E3 - 3         | 2 - 2  | Milan AC             |
| Girondins de Bordeaux    | 0 - 0 | 3 - 4          | 3 - 4  | Galatasaray          |
| Dynamo Kiev              | 1 - 1 | E3 - 3         | 2 - 2  | Valence              |
| Zénith Saint-Pétersbourg | 2 - 1 | 4 - 2          | 2 - 1  | VfB Stuttgart        |
| Olympique de Marseille   | 0 - 1 | 1 - 1 tab7 - 6 | 1 - 0  | FC Twente            |
| Chakhtar Donetsk         | 2 - 0 | 3 - 1          | 1 - 1  | Tottenham            |

### Huitièmes de finale
Les rencontres ont lieu les 12, 18 et 19 mars 2009.
| Club                   | Aller | Total               | Retour  | Club                     |
| ---------------------- | ----- | ------------------- | ------- | ------------------------ |
| Werder Brême           | 1 - 0 | 3 - 2               | 2 - 2   | AS Saint-Étienne         |
| Olympique de Marseille | 2 - 1 | 4 - 3               | ap2 - 2 | Ajax Amsterdam           |
| Dynamo Kiev            | 1 - 0 | E3 - 3              | 2 - 3   | Metalist Kharkiv         |
| CSKA Moscou            | 1 - 0 | 1 - 2               | 0 - 2   | Chakhtar Donetsk         |
| Udinese                | 2 - 0 | 2 - 1               | 0 - 1   | Zénith Saint-Pétersbourg |
| Hambourg SV            | 1 - 1 | 4 - 3               | 3 - 2   | Galatasaray              |
| Manchester City        | 2 - 0 | 2 - 2 t. a. b.4 - 3 | 0 - 2   | AaB Ålborg               |
| Paris SG               | 0 - 0 | 1 - 0               | 1 - 0   | Sporting Braga           |

### Tableau final
|  | Quarts de finale       | Quarts de finale       | Quarts de finale       | Quarts de finale   |                  |                  | Demi-finales           | Demi-finales           | Demi-finales           | Demi-finales           |  |  | Finale                                      | Finale                                      | Finale                                      | Finale                                      |
|  |                        |                        |                        |                    |                  |                  |                        |                        |                        |                        |  |  |                                             |                                             |                                             |                                             |
|  | 9 et 16 avril 2009     | 9 et 16 avril 2009     | 9 et 16 avril 2009     | 9 et 16 avril 2009 |                  |                  | 30 avril et 7 mai 2009 | 30 avril et 7 mai 2009 | 30 avril et 7 mai 2009 | 30 avril et 7 mai 2009 |  |  | 20 mai 2009, Istanbul Stade Şükrü Saraçoğlu | 20 mai 2009, Istanbul Stade Şükrü Saraçoğlu | 20 mai 2009, Istanbul Stade Şükrü Saraçoğlu | 20 mai 2009, Istanbul Stade Şükrü Saraçoğlu |
|  | 9 et 16 avril 2009     | 9 et 16 avril 2009     | 9 et 16 avril 2009     | 9 et 16 avril 2009 |                  |                  | 30 avril et 7 mai 2009 | 30 avril et 7 mai 2009 | 30 avril et 7 mai 2009 | 30 avril et 7 mai 2009 |  |  | 20 mai 2009, Istanbul Stade Şükrü Saraçoğlu | 20 mai 2009, Istanbul Stade Şükrü Saraçoğlu | 20 mai 2009, Istanbul Stade Şükrü Saraçoğlu | 20 mai 2009, Istanbul Stade Şükrü Saraçoğlu |
|  | Paris SG               | Paris SG               | 0                      | 0                  |                  |                  | 30 avril et 7 mai 2009 | 30 avril et 7 mai 2009 | 30 avril et 7 mai 2009 | 30 avril et 7 mai 2009 |  |  | 20 mai 2009, Istanbul Stade Şükrü Saraçoğlu | 20 mai 2009, Istanbul Stade Şükrü Saraçoğlu | 20 mai 2009, Istanbul Stade Şükrü Saraçoğlu | 20 mai 2009, Istanbul Stade Şükrü Saraçoğlu |
|  | Paris SG               | Paris SG               | 0                      | 0                  |                  |                  | 30 avril et 7 mai 2009 | 30 avril et 7 mai 2009 | 30 avril et 7 mai 2009 | 30 avril et 7 mai 2009 |  |  | 20 mai 2009, Istanbul Stade Şükrü Saraçoğlu | 20 mai 2009, Istanbul Stade Şükrü Saraçoğlu | 20 mai 2009, Istanbul Stade Şükrü Saraçoğlu | 20 mai 2009, Istanbul Stade Şükrü Saraçoğlu |
|  | Dynamo Kiev            | Dynamo Kiev            | 0                      | 3                  |                  |                  | 30 avril et 7 mai 2009 | 30 avril et 7 mai 2009 | 30 avril et 7 mai 2009 | 30 avril et 7 mai 2009 |  |  | 20 mai 2009, Istanbul Stade Şükrü Saraçoğlu | 20 mai 2009, Istanbul Stade Şükrü Saraçoğlu | 20 mai 2009, Istanbul Stade Şükrü Saraçoğlu | 20 mai 2009, Istanbul Stade Şükrü Saraçoğlu |
|  | Dynamo Kiev            | Dynamo Kiev            | 0                      | 3                  | Dynamo Kiev      | Dynamo Kiev      | 1                      | 1                      |                        |                        |  |  | 20 mai 2009, Istanbul Stade Şükrü Saraçoğlu | 20 mai 2009, Istanbul Stade Şükrü Saraçoğlu | 20 mai 2009, Istanbul Stade Şükrü Saraçoğlu | 20 mai 2009, Istanbul Stade Şükrü Saraçoğlu |
|  | 9 et 16 avril 2009     |                        |                        |                    | Dynamo Kiev      | Dynamo Kiev      | 1                      | 1                      |                        |                        |  |  | 20 mai 2009, Istanbul Stade Şükrü Saraçoğlu | 20 mai 2009, Istanbul Stade Şükrü Saraçoğlu | 20 mai 2009, Istanbul Stade Şükrü Saraçoğlu | 20 mai 2009, Istanbul Stade Şükrü Saraçoğlu |
|  |                        |                        | Chakhtar Donetsk       | Chakhtar Donetsk   | 1                | 2                |                        |                        |                        |                        |  |  | 20 mai 2009, Istanbul Stade Şükrü Saraçoğlu | 20 mai 2009, Istanbul Stade Şükrü Saraçoğlu | 20 mai 2009, Istanbul Stade Şükrü Saraçoğlu | 20 mai 2009, Istanbul Stade Şükrü Saraçoğlu |
|  | Chakhtar Donetsk       | Chakhtar Donetsk       | Chakhtar Donetsk       | Chakhtar Donetsk   | 1                | 2                | 2                      | 2                      |                        |                        |  |  | 20 mai 2009, Istanbul Stade Şükrü Saraçoğlu | 20 mai 2009, Istanbul Stade Şükrü Saraçoğlu | 20 mai 2009, Istanbul Stade Şükrü Saraçoğlu | 20 mai 2009, Istanbul Stade Şükrü Saraçoğlu |
|  | Chakhtar Donetsk       | Chakhtar Donetsk       | 30 avril et 7 mai 2009 |                    |                  |                  | 2                      | 2                      |                        |                        |  |  | 20 mai 2009, Istanbul Stade Şükrü Saraçoğlu | 20 mai 2009, Istanbul Stade Şükrü Saraçoğlu | 20 mai 2009, Istanbul Stade Şükrü Saraçoğlu | 20 mai 2009, Istanbul Stade Şükrü Saraçoğlu |
|  | Olympique de Marseille | Olympique de Marseille | 0                      | 1                  |                  |                  |                        |                        |                        |                        |  |  | 20 mai 2009, Istanbul Stade Şükrü Saraçoğlu | 20 mai 2009, Istanbul Stade Şükrü Saraçoğlu | 20 mai 2009, Istanbul Stade Şükrü Saraçoğlu | 20 mai 2009, Istanbul Stade Şükrü Saraçoğlu |
|  | Olympique de Marseille | Olympique de Marseille | 0                      | 1                  | Chakhtar Donetsk | Chakhtar Donetsk | 2 ap                   | 2 ap                   |                        |                        |  |  |                                             |                                             |                                             |                                             |
|  | 9 et 16 avril 2009     |                        |                        |                    | Chakhtar Donetsk | Chakhtar Donetsk | 2 ap                   | 2 ap                   |                        |                        |  |  |                                             |                                             |                                             |                                             |
|  |                        |                        | Werder Brême           | Werder Brême       | 1                | 1                |                        |                        |                        |                        |  |  |                                             |                                             |                                             |                                             |
|  | Werder Brême           | Werder Brême           | Werder Brême           | Werder Brême       | 1                | 1                | 3                      | 3                      |                        |                        |  |  |                                             |                                             |                                             |                                             |
|  | Werder Brême           | Werder Brême           |                        |                    |                  |                  |                        |                        |                        |                        |  |  |                                             |                                             |                                             |                                             |
|  | Udinese Calcio         | Udinese Calcio         | 1                      | 3                  |                  |                  |                        |                        |                        |                        |  |  |                                             |                                             |                                             |                                             |
|  | Udinese Calcio         | Udinese Calcio         | 1                      | 3                  | Werder Brême     | Werder Brême     | 0                      | 3 E                    |                        |                        |  |  |                                             |                                             |                                             |                                             |
|  | 9 et 16 avril 2009     |                        |                        |                    | Werder Brême     | Werder Brême     | 0                      | 3 E                    |                        |                        |  |  |                                             |                                             |                                             |                                             |
|  |                        |                        | Hambourg SV            | Hambourg SV        | 1                | 2                |                        |                        |                        |                        |  |  |                                             |                                             |                                             |                                             |
|  | Hambourg SV            | Hambourg SV            | Hambourg SV            | Hambourg SV        | 1                | 2                | 3                      | 1                      |                        |                        |  |  |                                             |                                             |                                             |                                             |
|  | Hambourg SV            | Hambourg SV            |                        |                    |                  |                  |                        | 1                      |                        |                        |  |  |                                             |                                             |                                             |                                             |
|  | Manchester City        | Manchester City        | 1                      | 2                  |                  |                  |                        |                        |                        |                        |  |  |                                             |                                             |                                             |                                             |
|  | Manchester City        | Manchester City        | 1                      | 2                  |                  |                  |                        |                        |                        |                        |  |  |                                             |                                             |                                             |                                             |
|  |                        |                        |                        |                    |                  |                  |                        |                        |                        |                        |  |  |                                             |                                             |                                             |                                             |

### Quarts de finale
Le tirage au sort du tableau final (1/4 de finale, 1/2 finale et finale (pour le club qui « recevra » en finale), a eu lieu au siège de l'UEFA, à Nyon, le vendredi 20 mars à 13 h.
Les rencontres ont eu lieu les jeudis 9 et 16 avril.
| Club             | Aller | Total | Retour | Club                   |
| ---------------- | ----- | ----- | ------ | ---------------------- |
| Hambourg SV      | 3 - 1 | 4 - 3 | 1 - 2  | Manchester City        |
| Paris SG         | 0 - 0 | 0 - 3 | 0 - 3  | Dynamo Kiev            |
| Chakhtar Donetsk | 2 - 0 | 4 - 1 | 2 - 1  | Olympique de Marseille |
| Werder Brême     | 3 - 1 | 6 - 4 | 3 - 3  | Udinese                |

| 9 avril 2009 | Hambourg SV                                        | 3 - 1 | Manchester City | HSH Nordbank Arena, Hambourg                          |                                                       |
| 20h45 (CEST) | Mathijsen 9e · Trochowski 63e (Pen) · Guerrero 79e |       | Ireland 1re     | Spectateurs : 50 500 Arbitrage : Olegário Benquerença | Spectateurs : 50 500 Arbitrage : Olegário Benquerença |
| 20h45 (CEST) | Rapport                                            |       |                 | Spectateurs : 50 500 Arbitrage : Olegário Benquerença | Spectateurs : 50 500 Arbitrage : Olegário Benquerença |

| 16 avril 2009 | Manchester City               | 2 - 1   | Hambourg SV  | City of Manchester Stadium, Manchester          |                                                 |
| 20h45 (CEST)  | Elano 17e (Pen) · Caicedo 50e |         | Guerrero 12e | Spectateurs : 47 009 Arbitrage : Nicola Rizzoli | Spectateurs : 47 009 Arbitrage : Nicola Rizzoli |
| 20h45 (CEST)  | Dunne 75e                     | Rapport |              | Spectateurs : 47 009 Arbitrage : Nicola Rizzoli | Spectateurs : 47 009 Arbitrage : Nicola Rizzoli |

| 9 avril 2009 | Paris SG | 0 - 0 | Dynamo Kiev | Parc des Princes, Paris                      |                                              |
| 20h45 (CEST) |          |       |             | Spectateurs : 41 000 Arbitrage : Pieter Vink | Spectateurs : 41 000 Arbitrage : Pieter Vink |
| 20h45 (CEST) | Rapport  |       |             | Spectateurs : 41 000 Arbitrage : Pieter Vink | Spectateurs : 41 000 Arbitrage : Pieter Vink |

| 16 avril 2009 | Dynamo Kiev                                      | 3 - 0 | Paris SG | Lobanovsky Dynamo Stadium, Kiev                     |                                                     |
| 18h30 (CEST)  | Bangoura 4e · Landreau 16e (csc) · Vukojević 61e |       |          | Spectateurs : 16 300 Arbitrage : Frank De Bleeckere | Spectateurs : 16 300 Arbitrage : Frank De Bleeckere |
| 18h30 (CEST)  | Rapport                                          |       |          | Spectateurs : 16 300 Arbitrage : Frank De Bleeckere | Spectateurs : 16 300 Arbitrage : Frank De Bleeckere |

| 9 avril 2009 | Chakhtar Donetsk           | 2 - 0 | Olympique de Marseille | Stade Lokomotiv, Donetsk                     |                                              |
| 18h30 (CEST) | Hübschman 39e · Jádson 65e |       |                        | Spectateurs : 25 500 Arbitrage : Felix Brych | Spectateurs : 25 500 Arbitrage : Felix Brych |
| 18h30 (CEST) | Rapport                    |       |                        | Spectateurs : 25 500 Arbitrage : Felix Brych | Spectateurs : 25 500 Arbitrage : Felix Brych |

| 16 avril 2009 | Olympique de Marseille | 1 - 2 | Chakhtar Donetsk                     | Stade Vélodrome, Marseille                      |                                                 |
| 20h45 (CEST)  | Ben Arfa 43e           |       | Fernandinho 30e · Luiz Adriano 90+3e | Spectateurs : 48 268 Arbitrage : Manuel Enrique | Spectateurs : 48 268 Arbitrage : Manuel Enrique |
| 20h45 (CEST)  | Rapport                |       |                                      | Spectateurs : 48 268 Arbitrage : Manuel Enrique | Spectateurs : 48 268 Arbitrage : Manuel Enrique |

| 9 avril 2009 | Werder Brême                | 3 - 1 | Udinese          | Weserstadion, Brême                              |                                                  |
| 20h45 (CEST) | Diego 34e 67e · Almeida 69e |       | Quagliarella 87e | Spectateurs : 32 548 Arbitrage : Laurent Duhamel | Spectateurs : 32 548 Arbitrage : Laurent Duhamel |
| 20h45 (CEST) | Rapport                     |       |                  | Spectateurs : 32 548 Arbitrage : Laurent Duhamel | Spectateurs : 32 548 Arbitrage : Laurent Duhamel |

| 16 avril 2009 | Udinese                          | 3 - 3 | Werder Brême                | Stadio Friuli, Udine                            |                                                 |
| 20h45 (CEST)  | Inler 15e · Quagliarella 30e 38e |       | Diego 28e 60e · Pizarro 73e | Spectateurs : 25 584 Arbitrage : Martin Hansson | Spectateurs : 25 584 Arbitrage : Martin Hansson |
| 20h45 (CEST)  | Rapport                          |       |                             | Spectateurs : 25 584 Arbitrage : Martin Hansson | Spectateurs : 25 584 Arbitrage : Martin Hansson |

### Demi-finales
Les rencontres ont eu lieu les jeudis 30 avril et 7 mai.
| Club         | Aller | Total  | Retour | Club             |
| ------------ | ----- | ------ | ------ | ---------------- |
| Werder Brême | 0 - 1 | E3 - 3 | 3 - 2  | Hambourg SV      |
| Dynamo Kiev  | 1 - 1 | 2 - 3  | 1 - 2  | Chakhtar Donetsk |

| 30 avril 2009 | Werder Brême | 0 - 1 | Hambourg SV    | Weserstadion, Brême                          |                                              |
| 20h45 (CEST)  |              |       | Trochowski 28e | Spectateurs : 37 500 Arbitrage : Howard Webb | Spectateurs : 37 500 Arbitrage : Howard Webb |
| 20h45 (CEST)  | Rapport      |       |                | Spectateurs : 37 500 Arbitrage : Howard Webb | Spectateurs : 37 500 Arbitrage : Howard Webb |

| 7 mai 2009   | Hambourg SV  | 2 - 3 | Werder Brême                          | HSH Nordbank Arena, Hambourg   |                                |
| 20h45 (CEST) | Olić 12e 86e |       | Diego 29e · Pizarro 66e · Baumann 83e | Arbitrage : Frank De Bleeckere | Arbitrage : Frank De Bleeckere |
| 20h45 (CEST) | Rapport      |       |                                       | Arbitrage : Frank De Bleeckere | Arbitrage : Frank De Bleeckere |

| 30 avril 2009 | Dynamo Kiev           | 1 - 1 | Chakhtar Donetsk | Stade Dynamo Lobanovski, Kiev                  |                                                |
| 18h30 (CEST)  | Chygrynskiy 22e (csc) |       | Fernandinho 68e  | Spectateurs : 17 000 Arbitrage : Konrad Plautz | Spectateurs : 17 000 Arbitrage : Konrad Plautz |
| 18h30 (CEST)  | Rapport               |       |                  | Spectateurs : 17 000 Arbitrage : Konrad Plautz | Spectateurs : 17 000 Arbitrage : Konrad Plautz |

| 7 mai 2009   | Chakhtar Donetsk         | 2 - 1 | Dynamo Kiev  | RSK Olimpiski, Donetsk           |                                  |
| 18h30 (CEST) | Jadson 17e · Ilsinho 89e |       | Bangoura 47e | Arbitrage : Olegário Benquerença | Arbitrage : Olegário Benquerença |
| 18h30 (CEST) | Rapport                  |       |              | Arbitrage : Olegário Benquerença | Arbitrage : Olegário Benquerença |

### Finale
| 20 mai 2009 | Chakhtar Donetsk              | 2 - 1 ap | Werder Brême | Stade Şükrü Saracoğlu, Istanbul                        |                                                        |
| 20h45 CEST  | Luiz Adriano 25e · Jádson 97e | (1 - 1)  | 35e Naldo    | Spectateurs : 37 357 Arbitrage : Luis Medina Cantalejo | Spectateurs : 37 357 Arbitrage : Luis Medina Cantalejo |
| 20h45 CEST  | Rapport                       |          |              | Spectateurs : 37 357 Arbitrage : Luis Medina Cantalejo | Spectateurs : 37 357 Arbitrage : Luis Medina Cantalejo |

## Meilleurs buteurs
| Rang | Nom                | Équipe              | Buts |
| ---- | ------------------ | ------------------- | ---- |
| 1    | Vágner Love        | CSKA Moscou         | 11   |
| 2    | Ivica Olić         | Hambourg SV         | 9    |
| 3    | Fabio Quagliarella | Udinese             | 8    |
| 4    | Diego              | Werder Brême        | 6    |
| 4    | Mario Gómez        | VfB Stuttgart       | 6    |
| 4    | Luis Aguiar        | Sporting Braga      | 6    |
| 4    | Péguy Luyindula    | Paris Saint-Germain | 6    |
| 8    | Milan Baroš        | Galatasaray         | 5    |
| 8    | Diogo Luis Santo   | Olympiakos          | 5    |
| 8    | Ilan               | AS Saint-Étienne    | 5    |
| 8    | Albert Meyong      | Sporting Braga      | 5    |
| 8    | Mladen Petrić      | Hambourg SV         | 5    |
| 8    | Claudio Pizarro    | Werder Brême        | 5    |
| 8    | Hernán Rengifo     | Lech Poznań         | 5    |
| 8    | Luis Suárez        | Ajax Amsterdam      | 5    |